# Santuario de la Madonna del Sasso
El Santuario de la Madonna del Sasso (en italiano: Santuario della Madonna del Sasso) es un santuario y basílica ubicado en Orselina, por encima de la ciudad de Locarno en Suiza. Es la característica principal y meta de peregrinación en la ciudad.
La fundación del santuario se remonta a los registros de un visión de la Virgen María que el franciscano Bartolomeo d'Ivrea afirmó experimentar en la noche de 14 al 15 de agosto de 1480. El interior está muy decorado, y una plataforma da una vista de la ciudad.